# B'z
B'z (на японски: ビーズ; произнася се Бизу) е японски рок дует, съставен от китариста, композитор и продуцент Такахиро „Так“ Мацумото и вокалиста и поет Коши Инаба. Отличават се с енергичен хардрок и поп балади.
Групата е една от най-успешните в света и е най-продаваният изпълнител в Япония, с 46 поредни No. 1 сингъла, 25 No. 1 албума и с над 100 милиона продадени записа по света. През 2007 г. стават първата азиатска група, която има отливки на дланите на Рок стената в Холивуд.

## История
През 1988 г. Так Мацумото (р. 1961 г.), тогава поддържащ китарист на групата TM Network, започва да търси членове за своя собствена група, която да даде отражение на неговите музикални чувства, повлияни от Бийтълс и Лед Цепелин. За целта започва да търси вокалист и го открива много скоро в лицето на Коши Инаба (р. 1964 г.), който е гимназиален учител по математика.
На 21 септември 1988 г. издават първия си албум „B'z“ и сингъл „だからその手を離して“ (Така че, моля те, пусни ми ръката). Музиката им по това време е електронна, с доминиращи синтезатори. След това вместо да се впуснат на турне, групата решава да поработи върху бъдещето и качеството на творчеството им. Така, през 1989 г. се ражда вторият им албум – „Off the Lock“. Едва след издаването му групата тръгва на турне из три японски града – Нагоя, Осака и Токио. Билетите се разпродават в същия ден, когато са пуснати за продажба. По-късно през същата година издават и първия си мини албум – „Bad communication“.
На 21 февруари 1990 г. издават третия си албум „Break Through“, подкрепен с турне. На 13 юни пускат сингъла „太陽のKomachi Angel“ (Слънчевият Комачи ангел), който се изкачва до No. 1. Всеки сингъл, издаден след него дебютира под No. 1. На 7 ноември същата година издават нов албум – „Risky“, който става платинен.
B'z завършват петия си албум „In the Life“ през ноември 1991 г. По това време групата започва да се ориентира към по-рок звучене. През октомври 1992 г. издават албума „Run“, който вече се квалифицира като хардрок.
През 1993 г. започват да включват блус елементи в песните си. Започват работа по седмия си албум „The 7th Blues“, който е подбран с това заглавие не само защото е седми подред, ами и като референция към септакорд, който е често използван в блуса. През февруари 1994 г. започва голямо турне, включващо 87 представления. Докато тече турнето, през март, пускат на пазара и дву-дисковия албум „The 7th Blues“.
Към попа се обръщат през 1995 г., когато издават осмия си албум „Loose“, който балансира между попа и рока. През ноември 1997 г. издават деветия си албум „Survive“. През май 1998 г. групата пуска на пазара първата си компилация – „B'z The Best „Pleasure““. Тя отбелязва десетия рожден ден на групата и включва множество хитове. Още с първия си тираж, албумът продава повече копия от кой да е друг в историята на японската музика. Много скоро групата отчита 50 милиона продадени записа и става първата японска група с такъв успех. В периода 1998 – 1999 г. двамата се отдават на солови проекти, като през това време издават още една компилация – „B'z The „Best Treasure““.
През юли 1999 г. издават албума „Brotherhood“ и се отдават на изтощителни турнета. През декември 2000 г. вижда бял свят и единадесетият албум – „Eleven“.
Началото на новия век започват с турне из Азия. На 27 юли 2002 г. свирят заедно с Аеросмит при откриването на Световното първенство по футбол. На 3 юли същата година издават албума „Green“, като го подкрепят с турне. След последното шоу в Осака през септември, те поемат към Сан Диего, САЩ за първото си турне на друг континент. 2003 година е маркирана от три турнета и тринадесетия албум на групата – „Big Machine“. През 2004 г. работят основно над соловите си проекти, като ги подкрепят с турнета, а по-късно същата година се събират за да записват заедно.
На 6 април 2005 г. пускат на пазара четиринадесетия си албум – „The Cirle“. През 2006 г. пускат албума „Monster“, а в края на 2007 г. издават и шестнадесетия си албум – „Action“. Същата година стават първата азиатска група с отливки на дланите на Рок стената в Холидвуд.
2008 г. отбелязва двадесетия рожден ден на групата. Те издават две дву-дискови компилации: „B'z The Best „Ultra Pleasure““ и „B'z The Best „Ultra Treasure““. Годината е белязана и от 8-месечно турне из цяла Япония. През ноември 2009 г. издават албума „Magic“, а включеният в него сингъл „イチブトゼンブ／DIVE“ (Част и цяло/Гмурване) е записан с барабаниста Чад Смит. 2010 е година, през която двамата се отдават на соловите си проекти и не издават нито един сингъл като дует.
Осемнадесетият им албум „C'mon“" е пуснат на пазара на 27 юли 2011 г. и включва 49-ия им сингъл „Don't Wanna Lie“ (Не искам да лъжа). През следващите години двамата се занимават основно със соловите си проекти, което се отразява в затишие за групата. През март 2015 г. издават албума „Epic Day“, включващ издаденият през януари сингъл „有頂天“ (Екстаз).

## Дискография

### Студийни албуми
- B'z (1988)
- Off the Lock (1989)
- Break Through (1990)
- Risky (1990)
- In The Life (1991)
- Run (1992)
- The 7th Blues (1994)
- Loose (1995)
- Survive (1997)
- Brotherhood (1999)
- Eleven (2000)
- Green (2002)
- Big Machine (2003)
- The Circle (2005)
- Monster (2006)
- Action (2007)
- Magic (2009)
- C'mon (2011)
- Epic Day (2015)
- Dinosaur (2017)
- New Love (2019)

### EP
- Bad Communication (1989)
- Wicked Beat (1990)
- Mars (1991)
- Friends (1992)
- Friends II (1996)

### Компилации
- B’z The Best „Pleasure“ (1998)
- B’z The Best „Treasure“ (1998)
- B’z The „Mixture“ (2000)
- The Ballads ~Love & B’z~ (2002)
- The Complete B'z (2005)
- B'z The Best „Pleasure II“ (2005)
- B'z The Best „Ultra Pleasure“ (2008)
- B'z The Best „Ultra Treasure“ (2008)
- B'z The Best XXV 1988 – 1998 (2013)
- B'z The Best XXV 1999 – 2012 (2013)